# Publi Tici Perpetu
Publi Tici Perpetu (en llatí: Publius Titius Perpetuus) va ser un magistrat romà del segle iii. Formava part de la gens Tícia, una gens romana d'origen plebeu.
Va ser nomenat cònsol l'any 237 juntament amb Luci Ovini Rústic Cornelià. Els seus noms es troben als Fasti.